# 淵名荘
淵名荘（ふちなのしょう）は、上野国佐位郡（現在の群馬県伊勢崎市）にあった荘園。郡のほぼ全域が荘域であったことから、佐位荘（さいのしょう）とも称された。
「仁和寺法金剛院領目録」に同荘の名前があり、同院の創建が大治5年（1130年）であることから、その前後に仁和寺領として成立したとみられている。秀郷流の藤原兼行（淵名兼行）が「淵名大夫」の異名で呼ばれており、彼もしくはその子孫である藤姓足利氏が開発に関わったとみられている。また、付近にある女堀（未完成）の開削にも関わったとする見方がある。足利氏の没落後、中原季時や北条実時（金沢実時）が地頭を務めたが、霜月騒動を機に支配権が金沢家から北条得宗家に移った。得宗家は被官の黒沼氏を淵名荘に派遣したが、西隣の新田荘を支配する新田氏と境相論を起こしている。後に両者は協調に転じるが、元弘3年/正慶2年（1333年）に新田義貞が黒沼彦四郎を処刑したことを機にこの関係に終止符を打った。室町時代に入ると、室町幕府によって領家職が走湯山密厳院に寄進されるが、現地の武士である大島氏（新田氏系）や赤堀氏（藤姓足利氏系）、守護の上杉氏などの勢力が強く、本家である仁和寺・領家である密厳院の上級支配権は有名無実と化していった。なお、同荘に属する赤石郷が戦国時代に由良成繁によって伊勢神宮に寄進され、後に「伊勢崎」と呼ばれるようになった。